# 古尔吉永斜坡
古尔吉永斜坡（Montée du Gourguillon）是法国里昂第五区的一条古老街道，在富维耶山山坡，起于圣三广场，止于Farges街。所在区域已被列为世界遗产。

## 名字的由来
"gourguillon"这个名字来自拉丁文gurgulio意味着"咽喉" 或“咕嘟”，这是一个象声词表示水泡降下斜坡时发出的声音。
古尔吉永斜坡全长400米，爬升53米，平均坡度超过7.5°，每10米有一个小台阶。15世纪的房屋，直棂窗装饰着梦幻动物

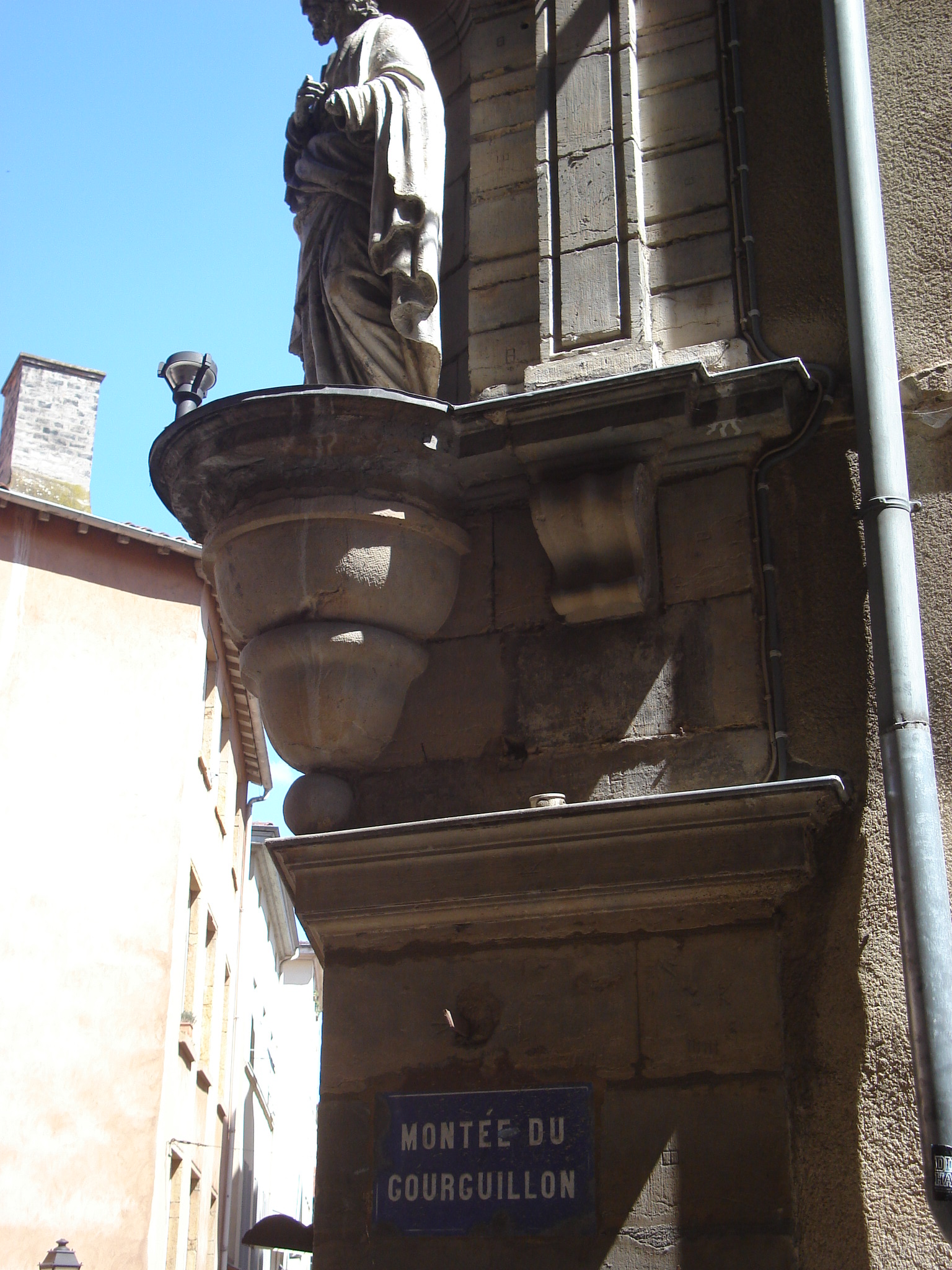
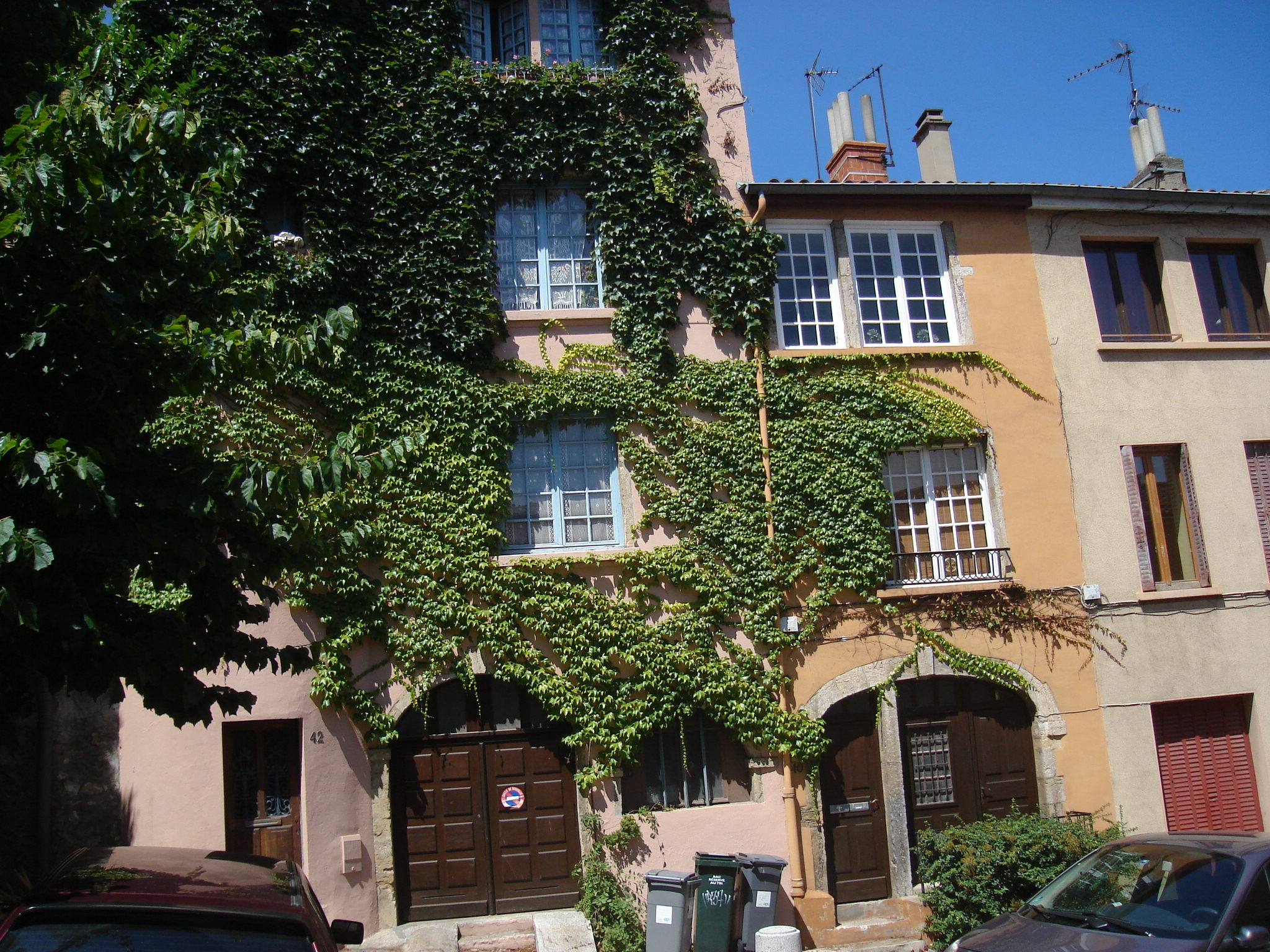
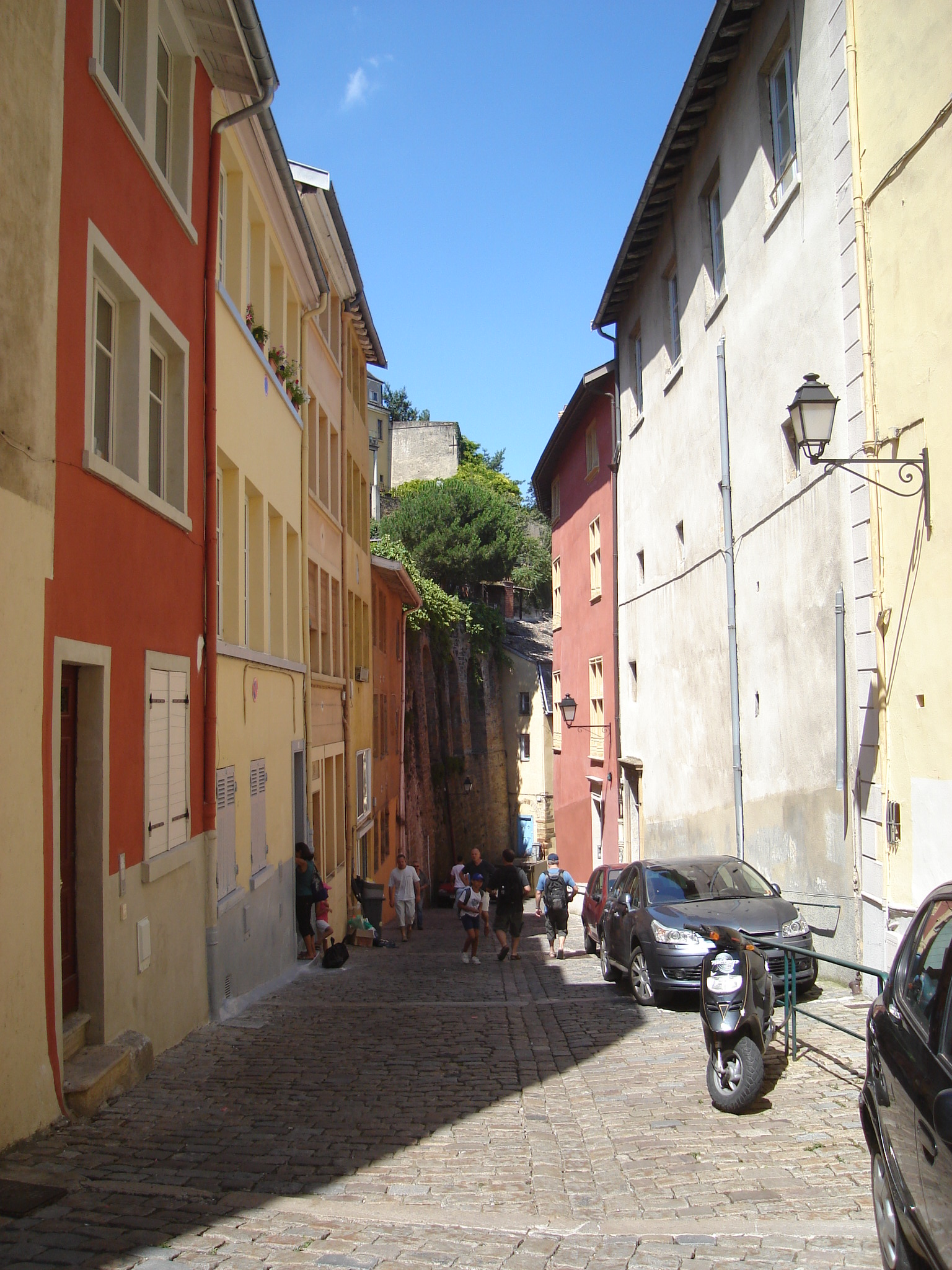
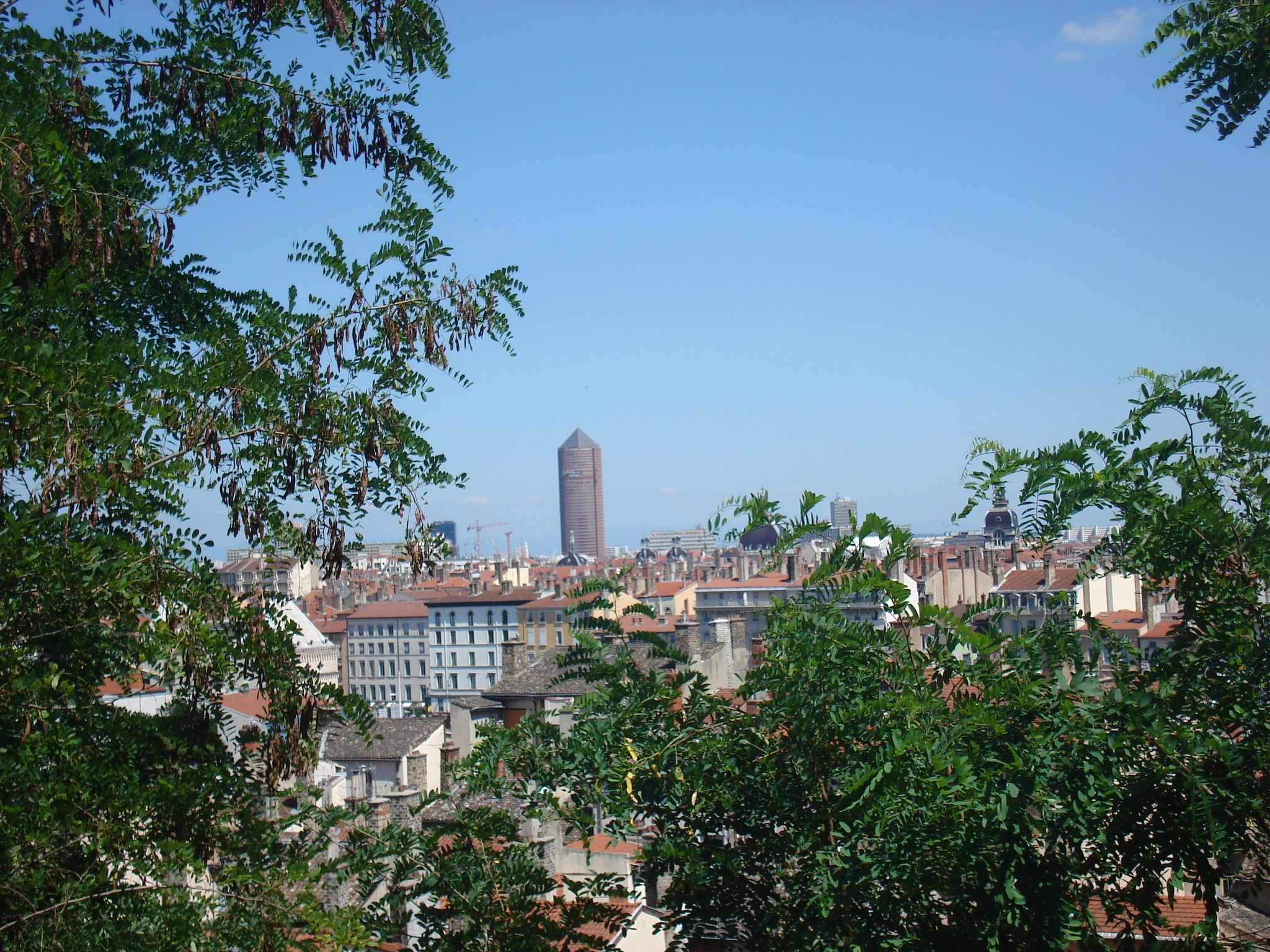